# Olavi Puro
Pour les articles homonymes, voir Puro.
Olavi Kauko Puro  (né le 18 novembre 1918 à Helsinki et mort dans cette même ville le 20 juin 1999) est un pilote finlandais.
Lors de la Seconde Guerre mondiale, il devient as de l'aviation avec 36 victoires confirmées.
Ses mémoires ont été publiés dans le livre Mersu-ässä en 2011.